# Laurent Robinson
(en) Statistiques sur pro-football-reference
Laurent Robinson (né le 20 mai 1985 à Fort Lewis) est un joueur américain de football américain.

## Enfance
Robinson va à la Rockledge High Schooll de Rockledge en Floride où il fait partie des meilleurs joueurs lycéen de l'État de Floride et des États-Unis.

## Carrière

### Université
Il entre à l'université d'État de l'Illinois et joue dans l'équipe de football américain des Redbirds. Il reçoit 192 réceptions (record de l'école) pour 3007 yards et vingt-neuf touchdowns. En 2005, il fait partie des finalistes du Walter Payton Award.

### Professionnel
Laurent Robinson est sélectionné au troisième tour du draft de la NFL de 2007 par les Falcons d'Atlanta au soixante-quinzième choix. Il joue quinze matchs dont six comme titulaire lors de sa première saison en NFL où il marque son premier touchdown. La saison suivante, il entre au cours de six matchs.
Le 8 avril 2009, il est échangé aux Rams de Saint-Louis. Robinson est nommé titulaire où il reçoit treize passes en trois matchs pour 167 yards et un touchdown mais il se fracture le péroné le 28 septembre 2008 et déclaré forfait pour le reste de la saison. Il revient la saison suivante, en 2010, il joue quatorze matchs dont onze comme titulaire et fait trente-quatre réceptions pour 344 yards et deux touchdowns.
Le 3 août 2011, il signe avec les Chargers de San Diego mais ne reçoit qu'une passe lors des trois matchs de pré-saison. Lors du dernier match de pré-saison, il reçoit six passes pour 120 yards mais cela n'est pas suffisant et est libéré le 3 septembre 2011.
Après avoir été libéré, il travaille avec les Cowboys de Dallas mais n'est pas lié par un contrat avec la franchise texane. Le 7 septembre, il signe, officiellement avec les Cowboys mais est libéré le 13 septembre 2011. Sept jours plus tard, il revient chez les Cowboys.

## Palmarès
- Équipe de la saison de la conférence GFC 2005 et 2006
- Finaliste du Walter Payton Award 2005